# بودین
بودین (به آلمانی: Boddin) یک شهر در آلمان است که در Rostock District واقع شده‌است. بودین ۳۷۲ نفر جمعیت دارد.